# Margery Lyster
Margery Lyster, född Horsman, död 1565, var en engelsk hovfunktionär. Hon var hovdam åt drottning Katarina av Aragonien, Anne Boleyn och Jane Seymour. 
Hon nämns ofta fragmentariskt från Tudorhovet, men hennes genealogi är inte tydlig. Hon gifte sig 1537 med sir Michael Lyster (död 1551). 
Margery Lyster var anställd som hovfröken hos Katarina av Aragonien. Hon omtalas dock mest under sin tid anställning hos drottning Anne Boleyn, som blev drottning 1533. Hon beskrivs som omtyckt av Anne Boleyn. Hon var en av de personer som kallades in av åklagarsidan att vittna mot Anne Boleyn 1536.
Efter Anne Boleyns avrättning utnämndes hon till hovdam hos Jane Seymour. Hon var uppenbarligen en erfaren anställd och agerade kontaktperson för att skaffa Anne Bassett och Katharine Bassett anställning som hovfröknar. Hon fick ansvaret för drottningens juveler, och vid dennas död 1537 hjälpte hon till med inventeringen. 
Hennes brev från tiden 1534–1537 finns bevarade och är en källa om Tudorhovet under denna tid.